# Jimmy Cabot
Jimmy Cabot (Chambéry, 18 aprile 1994) è un ex calciatore francese, di ruolo centrocampista.

## Statistiche

### Presenze e reti nei club
Statistiche aggiornate al 23 maggio 2021.
| Stagione        | Squadra         | Campionato      | Campionato | Campionato | Coppe nazionali | Coppe nazionali | Coppe nazionali | Coppe continentali | Coppe continentali | Coppe continentali | Altre coppe | Altre coppe | Altre coppe | Totale | Totale |
| Stagione        | Squadra         | Comp            | Pres       | Reti       | Comp            | Pres            | Reti            | Comp               | Pres               | Reti               | Comp        | Pres        | Reti        | Pres   | Reti   |
| --------------- | --------------- | --------------- | ---------- | ---------- | --------------- | --------------- | --------------- | ------------------ | ------------------ | ------------------ | ----------- | ----------- | ----------- | ------ | ------ |
| 2012-2013       | Troyes          | L1              | 1          | 0          | CF+CdL          | 1+0             | 0               | -                  | -                  | -                  | -           | -           | -           | 2      | 0      |
| 2013-2014       | Troyes          | L2              | 24         | 2          | CF+CdL          | 0+3             | 0+3             | -                  | -                  | -                  | -           | -           | -           | 24     | 5      |
| 2014-2015       | Troyes          | L2              | 13         | 1          | CF+CdL          | 0+1             | 0+1             | -                  | -                  | -                  | -           | -           | -           | 14     | 2      |
| 2015- gen.2016  | Troyes          | L1              | 15         | 3          | CF+CdL          | 2+1             | 0               | -                  | -                  | -                  | -           | -           | -           | 18     | 3      |
| Totale Troyes   | Totale Troyes   | Totale Troyes   | 53         | 6          |                 | 8               | 4               |                    | -                  | -                  |             | -           | -           | 61     | 10     |
| gen.-giu. 2016  | Lorient         | L1              | 13         | 1          | CF+CdL          | 2+0             | 0               | -                  | -                  | -                  | -           | -           | -           | 15     | 1      |
| 2016-2017       | Lorient         | L1              | 27         | 5          | CF+CdL          | 2+0             | 0               | -                  | -                  | -                  | -           | -           | -           | 29     | 5      |
| 2017-2018       | Lorient         | L2              | 28         | 1          | CF+CdL          | 3+3             | 1+1             | -                  | -                  | -                  | -           | -           | -           | 34     | 3      |
| 2018-2019       | Lorient         | L2              | 33         | 1          | CF+CdL          | 0+1             | 0               | -                  | -                  | -                  | -           | -           | -           | 34     | 1      |
| 2019-2020       | Lorient         | L2              | 27         | 4          | CF+CdL          | 4+1             | 0               | -                  | -                  | -                  | -           | -           | -           | 32     | 5      |
| Totale Lorient  | Totale Lorient  | Totale Lorient  | 128        | 12         |                 | 16              | 2               |                    | -                  | -                  |             | -           | -           | 144    | 14     |
| 2020-2021       | Angers          | L1              | 22         | 1          | CF              | 1               | 0               | -                  | -                  | -                  | -           | -           | -           | 23     | 1      |
| Totale carriera | Totale carriera | Totale carriera | 203        | 19         |                 | 25              | 6               |                    | -                  | -                  |             | -           | -           | 228    | 25     |

## Palmarès

### Club

#### Competizioni nazionali
- Campionato francese di seconda divisione: 1

Lorient: 2019-2020